# تیزنس
تیزنس (به ایتالیایی: Tesimo) یک کومونه در ایتالیا است که در تیرول جنوبی واقع شده‌است. تیزنس ۳۸٫۱ کیلومتر مربع مساحت و ۱٬۸۴۵ نفر جمعیت دارد و ۶۳۵ متر بالاتر از سطح دریا واقع شده‌است.